# Lista de episódios de Kittie Kat
Lista de episódios de Kittie Kat.

## Primeira Temporada:2003-2004
1. Título em portugues (The Road Job) - 07.11.2003
2. Título em portugues (Freezing Wild) - 14.11.2003
3. Título em portugues (Doomed) - 21.11.2003
4. Título em portugues (You'll Waste All) - 28.11.2003
5. Título em portugues (Loving-Hate-Deep) - 05.12.2003
6. Título em portugues (Laugh Play Cat) - 12.12.2003
7. Título em portugues (Like A Birth) - 19.12.2003
8. Título em portugues (Road Rood) - 26.12.2003
9. Título em portugues (Feel It Easy) - 02.01.2004

## Segunda Temporada:2005
1. Título em portugues (Do It Again) - 12.09.2005
2. Título em portugues (HighWild) - 13.09.2005
3. Título em portugues (Drew Wow) - 14.09.2005
4. Título em portugues (Handless) - 15.09.2005
5. Título em portugues (Woah,Yeah) - 16.09.2005
6. Título em portugues (Heaven is...What? Take It Easy) - 19.09.2005
7. Título em portugues (Wild Wild Jake Wild) - 20.09.2005
8. Título em portugues (Makes Out) - 21.09.2005
9. Título em portugues (The Wild Fucker Monsters 2: Truthless One) - 22.09.2005
10. Título em portugues (Evicted) - 23.09.2005

## Terceira Temporada:2006-2008
1. (A.W.A.R.D.: A' World Attacks the Rest of Damned) - 4 de fevereiro de 2006
2. (B.R.E.A.K.: Bitch Rocks Enemy All Kills) - 11 de fevereiro de 2006
3. (C.R.E.A.T.O.R.: C'reate Rich Eater After Tears On Rest) - 18 de fevereiro de 2006
4. (D.R.E.W.: Dear Robert Eat World) - 25 de fevereiro de 2006
5. (E.N.D.: Every Nut Discovers) - 4 de março de 2006
6. (F.U.C.K.: Fuckers Unite and Control the Key) - 7 de julho de 2006
7. (G.R.E.G.: Great Rests Every Great) - 14 de julho de 2006
8. (H.A.T.E.: Hunted Add Takes Enemy) - 21 de julho de 2006
9. (I.D.E.A.: It's Dirty Edward Away) - 28 de julho de 2006
10. (J.O.Y.: J'ake On Yerld) - 4 de agosto de 2006
11. (K.I.L.L.: Kate It's Larry Lurry - 8 de dezembro de 2006
12. (L.O.V.E.: Larry On Victory Eater) - 15 de dezembro de 2006
13. (M.I.X.: M'ac It's Xayne) - 22 de dezembro de 2006
14. (N.E.R.D.: Need Enemy to Rest Death) - 29 de dezembro de 2006
15. (O.R.G.Y.: Obediece Rest Great Youth) - 5 de janeiro de 2007
16. (P.O.R.N.: Perfect Obedience Rest Nerdy) - 6 de abril de 2007
17. (Q.U.E.S.T.I.O.N.: Qestions Unite Empty Sandy Tears It's Over Need) - 13 de abril de 2007
18. (R.E.S.T.: Rest Eenemy Step Tear) - 20 de abril de 2007
19. (S.A.Y.: Step Always Youth) - 27 de abril de 2007
20. (T.E.A.R.: Take Ear Away Running) - 4 de maio de 2007
21. (U.N.D.E.R.: Under Needing Drive Eating Right) - 3 de agosto de 2007
22. (V.A.N.: Victory Away Needing) - 10 de agosto de 2007
23. (W.E.A.K.: Week Eating Away Kill) - 17 de agosto de 2007
24. (X.A.Y.N.E.: Xayne Always Youth Need Enemy) - 24 de agosto de 2007
25. (Y.O.U.T.H.: Young Older Under Tears Hate) - 31 de agosto de 2007
26. (Z.A.C.K.: Zenith Always Create a Kill) - 4 de janeiro de 2008